# Matilda Ridout Edgar
Matilda Ridout Edgar (Toronto, 29 de septiembre de 1844 - Londres, 29 de septiembre de 1910) fue una historiadora y feminista canadiense. Nacida como Matilda Ridout, se convirtió en Matilda Edgar cuando contrajo matrimonio y en 1989 en Lady Edgar cuando su esposo fue nombrado caballero. Madre de nueve hijos, se convirtió en investigadora y escritora de historia cuando ya tenía cuarenta años. Publicó tres libros y se encontraba escribiendo el cuarto cuando falleció. Participó activamente en varias sociedades con sede en Toronto y en sus últimos años fue una gran defensora de la causa feminista. 

## Primeros años
Lady Edgar nació en Toronto, Canadá, el 29 de septiembre de 1844. Era hija de Thomas Gibbs Ridout y Matilda Ann Bramley. Su abuelo, Thomas Ridout de Sherborne, Dorset, fue topógrafo general del Alto Canadá entre 1810 y 1829. Su padre fue el primer cajero del Banco del Alto Canadá desde 1822 y falleció unos meses después de retirarse en 1861. 
El 5 de septiembre de 1865, Lady Edgar se casó con el abogado y autor James David Edgar, viviendo un matrimonio feliz según indican las cartas que este le escribió a diario cuando la política lo llevó a Ottawa.
Lady Edgar tuvo tres hijas y seis hijos, que le dejaban poco tiempo libre, llegando ocho de ellos hasta la edad adulta.
Su esposo se presentó a las elecciones con el Partido Liberal de Canadá. Fue elegido miembro de la Cámara de los Comunes de Canadá por Monck, Ontario, el 12 de octubre de 1872, aunque perdió su escaño en las elecciones del 22 de enero de 1874. Volvió a presentarse sin éxito en varias elecciones regionales y generales hasta ser elegido con el Partido Liberal para Ontario West el 22 de agosto de 1884. Trabajó de manera extraoficial para el Primer Ministro Alexander Mackenzie en Ontario, negociando una nueva cláusula ferroviaria para la entrada de Columbia Británica en la Confederación de Canadá.

## Filantropía
El marido de Lady Edgar fue nombrado presidente de la Cámara de los Comunes el 19 de agosto de 1896, ocupando este cargo hasta su muerte y ella fue invitada a convertirse en mecenas de empresas como el Hogar de Infantes de Toronto, la Imperial Order of the Daughters of the Empire y la Asociación de Mujeres de Arte de Canadá (WAAC). En 1898, Lady Edgar y la artista canadiense Mary Dignam, presidenta de la WAAC, hicieron arreglos para que miembros de la Cámara y el Senado donaran 1.000 dólares canadienses para comprar el Cabot Commemorative State Dinner Service, una vajilla compuesta de ocho platos y veinticuatro servicios, pintada a mano, y que representa temas canadienses realizados por miembros de la WAAC para conmemorar el 400 aniversario del descubrimiento de Canadá por parte del navegante genovés Juan Caboto.
Se convirtió en Lady Edgar cuando a su marido le nombró caballero el primer ministro de Canadá, Sir Wilfrid Laurier en 1898, época en la que ejercía de presidenta interina del Consejo Nacional de Mujeres de Canadá.
Su marido falleció el 31 de julio de 1899, después de llevar un tiempo sufriendo nefritis, una enfermedad renal. Lady Edgar quedó devastada y abandonó todas las actividades públicas durante el año siguiente. Practicó brevemente el espiritismo, recibiendo un mensaje de su esposo diciéndole que continuara trabajando y que apoyara a los niños.
Lady Edgar volvió a la actividad pública nuevamente en 1900. Se enfocó en las causas de las mujeres, impulsando que tuvieran derecho a recibir educación superior, mantenerse a sí mismas, votar y no perder el control de su propiedad cuando se casaran. Se convirtió en miembro vitalicio del Consejo Nacional de Mujeres en 1906 y fue elegida presidenta del consejo ese mismo año. Fue elegida presidenta nuevamente en 1909.

## Historiadora
En 1890, Lady Edgar publicó una colección editada de cartas entre su abuelo y sus hijos George y Thomas en la que describían la vida en Toronto y Londres y las batallas de la Guerra anglo-estadounidense de 1812, celebrando los logros de Canadá en un esfuerzo por generar orgullo nacional. Fue bien recibido. Un comentario publicado por la Sociedad Histórica Canadiense de Mujeres en 1914 afirmaba que "el volumen resultante [...] reveló su sentido de la perspectiva histórica, su dominio de los detalles y un estilo literario que es a la vez límpido, nervioso y fuerte".
Lady Edgar y la poeta Sarah Anne Curzon fundaron la Canadian Women's Historical Society en 1895. Reemplazó a Curzon como presidenta de la Sociedad en 1897, cuando esta se retiró. En 1904 publicó una biografía de Sir Isaac Brock, otro orgullo canadiense. El Montreal Standard dijo de este libro que "por su precisión e integridad de la información [...] y por la belleza de su estilo, rara vez se ha superado". Su tercer libro también se basó en los documentos de la familia Ridout. Era una biografía de Horatio Sharpe, un gobernador colonial de Maryland. El libro fue publicado en 1912, después de su muerte, siendo muy elogiado.

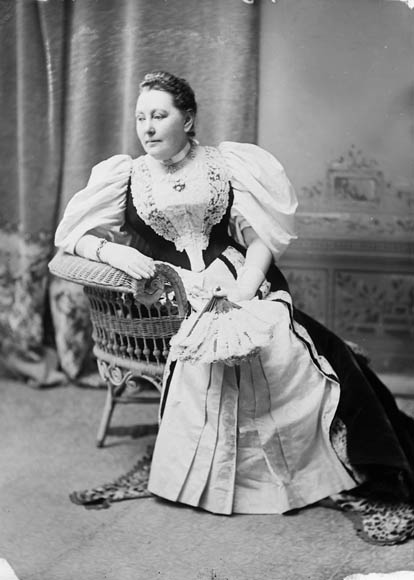
Matilda Ridout Edgar

Lady Edgar comenzó a trabajar en una biografía de un antepasado de su esposo, James Edgar, un jacobita escocés que durante más de cuarenta años fue secretario privado de Jacobo Francisco Eduardo Estuardo, también conocido como el Caballero de San Jorge, y como el Viejo Pretendiente. Lady Edgar recibió permiso para realizar investigaciones para el libro en el Castillo de Windsor, donde se conservaba su correspondencia, y pasó el invierno de 1909-10 trabajando en la biblioteca. El libro estaba completo a falta de los últimos tres capítulos cuando regresó a Londres para realizar una investigación en el Museo Británico. Lady Edgar falleció de una insuficiencia cardíaca en Londres, Inglaterra, el 29 de septiembre de 1910. Su cuerpo fue llevado de vuelta a Toronto para ser enterrado.
Su hijo James Frederic Edgar combatió en la Segunda Rebelión de Riel, y tras ello completó sus estudios de derecho, se incorporó al colegio de abogados de Ontario y terminó como consejero de la reina. Su hijo Pelham Edgar se convirtió en profesor de inglés en el Victoria College de la Universidad de Toronto. Su hija Maud fue cofundadora de Miss Edgar's y Miss Cramp's School en Montreal, y durante muchos años fue directora de esta escuela privada para niñas. Su hija Marjorie se casó con Keith Hicks. La hija de esta, Maud McLean fue coautora de una biografía sobre Lady Edgar y su esposo, publicada en 1988.

## Obra
Los trabajos  de Matilda Edgar publicados fueron:
- Matilda Ridout Edgar (1890). Ten years of Upper Canada in peace and war, 1805–1815. Toronto: William Briggs. Consultado el 9 de julio de 2014.
- Matilda Ridout Edgar (1899). «Sketch of Mrs. Curzon’s life and work». Transactions (Women’s Canadian Historical Society of Toronto) 2: 3-4.
- Matilda Ridout Edgar (1904).  Duncan Campbell Scott; Oscar Pelham Edgar, eds. General Brock. Makers of Canada. (biography). Toronto: George Nathaniel Morang.
- Matilda Ridout Edgar (1912). A colonial governor in Maryland; Horatio Sharpe and his times, 1753–1773. (published posthumously). London.